# Карпентер, Аарон
Аарон Карпентер (англ. Aaron Carpenter, родился 9 января 1983 года в Брантфорде) — канадский регбист, игрок клуба «Донкастер Найтс».

## Биография
Известен по выступлениям за клубы Англии: «Ковентри», «Плимут Альбион», «Корниш Пайретс», «Лондон Уэлш», «Донкастер Найтс». В сборной Канады дебютировал 25 мая 2005 года матчем против США в Токио. Трижды участник чемпионатов мира 2007, 2011 и 2015 годов. В активе Карпентера 80 игр за сборную и 75 очков (15 попыток): Карпентер является рекордсменом сборной по числу игр, став единоличным лидером 17 июня 2017 года после 77-го матча и превзойдя Эла Черрона с 76 играми. Дважды финалист Кубка Черчилля (2010 и 2011).